# Gerhard Kempter
Gerhard Kempter (* 17. August 1931 in Freiberg, Sachsen; † März 2011) war ein deutscher Chemiker und Hochschullehrer.

## Leben
Gerhard Kempter studierte ab 1950 an der Universität Leipzig Chemie. 1959 promovierte er in Leipzig und habilitierte im Jahr 1964. Ein Jahr später wurde er Professor und Institutsdirektor für Organische Chemie an der Pädagogischen Hochschule „Karl Liebknecht“ in Potsdam. Mit der Gründung der Universität Potsdam wurde er 1990 Prorektor und hatte bis 1995 in diesem Amt entscheidenden Anteil an deren Aufbau.
Im Jahr 2000 wurde Kempter emeritiert, arbeitete aber einige Jahre weiterhin aktiv an seinem Institut mit.
Die DDR ehrte ihn 1987 als Verdienter Hochschullehrer der DDR. Für seine Verdienste ernannte ihn die Potsdamer Universität zum Ehrensenator.

## Veröffentlichungen (Auswahl)
- Chemie organischer Pflanzenschutz- und Schädlingsbekämpfungsmittel (mit Alfred Jumar), 4. Aufl., Berlin 1991, ISBN 3-326-00653-5
- Organisch-chemisches Praktikum – Studienbuch für Chemiker, Biologen, Pharmazeuten u. Mediziner ab 3. Semester  7. Aufl., Berlin 1991 (1. Aufl. 1971), ISBN 3-326-00605-5
- Struktur und Synthese von Vitaminen, Wissenschaftliche Taschenbücher Bd. 22, Berlin 1964
- Heterocyclen aus o-Amino-acetophenon und carbo-, oxa-, Thia- und aza-cyclischen Ketonen sowie Diketonen und α-Halogen-diketonen –: Ein neues Verfahren d. Friedländer-Synthese (Habilitationsschrift), Leipzig 1964
- Über homologe 5.6 [Fünf-sechs]-Benzo-7 [sieben]-aza-indane und die Synthese stickstoffhaltiger Pseudo-Azulene  (Diss.), Leipzig 1959